# Lamboni Anna
Gábor-Lamboni Anna (Budapest, 1986. május 27. –) apai ágon togói származású magyar táncművész, szinkronszínész.

## Élete
Édesapja togoi, édesanyja magyar. Vonzza az afrikai, természetközelibb felfogás. Nyolc éves kora óta táncol a New York Táncegyesületben, ahol az évek alatt felkerült a latin-amerikai táncok A osztályába.
Szakdolgozatát a Magyar Táncművészeti Főiskolán 2009-ben írta Rituális elemek a tánctanításban: Togótól Magyarországig címmel, divattánc szakon. Táncpartnere Fernandez Alexis, Santiago de Chile-i származású. 1999 márciusában találkoztak. Profiljuk – műfajukon belül – a verseny-, a divat- és a showtánc egyaránt. Mielőtt felkerültek az A osztályba 29 versenyből 27 arany, 1 ezüst, és 1 bronz érmet nyertek. Első külföldi versenyüket – ami Csehországban került megrendezésre – is megnyerték. Többszörös országos és Budapest bajnokok. Magyarország legjobb 12 párosa között regisztrák őket. A versenyzőpáros 2004-ben részt vett a BM Duna Művészegyüttes meghívottjaiként egy kínai, 2012-ben pedig a Mexikói Balett táncosaiként egy párizsi turnén. A belügyminisztérium néptánccsapatának állandó vendégei. Speciális, kettejük által kifejlesztett stílus az Annalexis stílusú tánc.
Lamboni Anna Budapest-szerte több helyen oktat táncot és tart tánckurzusokat.
A tánc mellett szinkronizál is.

## Díjak, elismerések
- 2005. Budapest és Pest megyei Régió Bajnokság "A" felnőtt latin – 3. helyezés (Fernandez Alexis-szel; New York TE)[9]
- 2007. Miss Afro Hungary győztese[10]
- 2011. Salsa Világkupa 1. helyezés

## Táncszínházi szerepei
A Színházi adattárban regisztrált bemutatóinak száma: 1.
| Szerző                         | A darab címe | Bemutató dátuma | S z í n h á z       | Játszott szerep |
| ------------------------------ | ------------ | --------------- | ------------------- | --------------- |
| John Van Druten, Joe Masteroff | Kabaré       | 2002.           | Ruttkai Éva Színház | Táncosnő        |

További, a Színházi Adattárban nem szereplő szerepei
- 2007. Déli éjszakák latin táncvarázs – Belvárosi Színház (táncos)[12]
- 2012. Tango Latino latin-amerikai tánc show[6]

## Szinkronszerepei

### Filmek
| Cím                                        | Szereplő                            | Színész                   |
| ------------------------------------------ | ----------------------------------- | ------------------------- |
| Boszorkányvadászok                         | Mary Behlmer                        | Lucy Ella von Scheele     |
| Csináld magad szuper pasi                  | Gabby Harrison                      | China Anne McClain        |
| Csúf szerelem                              | Lindy                               | Vanessa Hudgens           |
| Dom Hemingway                              | Evelyn (DoHem)                      | Emilia Clarke             |
| Egy bogár élete                            |                                     |                           |
| Életrevalók                                | Mina                                | Absa Dialou Toure         |
| Erin Brockovich – Zűrös természet          | Katie Brockovich                    | Gemmenne de la Pena       |
| Fame – Hírnév                              | Joy Moy                             | Anna Maria Pérez de Tagle |
| Footloose                                  | Rusty                               | Ziah Colon                |
| Hamupipőke-történet                        | Mary Santiago                       | Selena Gomez              |
| Hazug csajok társasága                     |                                     | Bianca Lawson             |
| Híd Terabithia földjére                    | Brenda Aarons                       | Devon Wood                |
| Hívatlan vendég                            | Alex                                | Arielle Kebbel            |
| Hóból is megárt a sok                      | Natalie Brandston                   | Zena Grey                 |
| Kék lagúna: Ébredés                        | Helen                               | Hayley Kiyoko             |
| Kémkölykök                                 | Carmen barátnője                    | Kara Slack                |
| A kis hableány 2. – A tenger visszavár     |                                     |                           |
| LOL                                        | Janice (LOLusa)                     | Lina Esco                 |
| Merida, a bátor                            | Merida                              | Kelly Macdonald           |
| Mike, a kislovag – Utazás a Sárkány-hegyre | Evie                                |                           |
| Neveletlen hercegnő                        | Lana Thomas                         | Mandy Moore               |
| A nyár királyai                            | Vicki (Anyki)                       | Lili Reinhart             |
| A pap – Háború a vámpírok ellen            | Lucy Pace                           | Lily Collins              |
| A pót télapó                               | Iesha                               | Jazmn                     |
| Ravenswood – Az elátkozott város           | Miranda Collins                     | Nicole Gale Anderson      |
| Robin Hood                                 | Ugri nővére                         |                           |
| Rocksuli                                   | Tomika (vokál)                      | Maryam Hassan             |
| Shrek                                      | Medvebocs                           | Bobby Block               |
| Száguldó bomba                             | Maya Barnes                         | Meagan Tandy              |
| A szörny mentőakció                        | 3D-s filmet néző lány               |                           |
| Szuper felsőtagozat                        | Gwen Grayson / Sue Tenny / Főpiszok | Mary Elizabeth Winstead   |
| A testvériség                              | Kate Tunney                         | Jessica Lucas             |
| Totál beépülve                             | Hunter Crawfod                      | Morgan Calhoun            |
| Vámpírakadémia                             | Mia Rinaldi                         | Sami Gayle                |
| Wasabi – Mar, mint a mustár                | Yumi Yoshimido                      | Hiroszue Rjóko            |

### Sorozatok
| Cím                                                 | Szereplő                                    | Színész                  |
| --------------------------------------------------- | ------------------------------------------- | ------------------------ |
| A Lármás család                                     | Luan                                        | Christina Pucelli        |
| Dr. Plüssi                                          | Doc Mccstufins                              | Kiara Muhammad           |
| Terence Hill – Alpesi őrjárat                       | Manuela Nappi                               | Giusy Buscemi            |
| Bella és a Bulldogok                                | Pepper Silverstein                          | Haley Tju                |
| Bleach                                              | Neliel Tu Oderschvank "Nel"                 |                          |
| Csajok a zŰrből                                     | Zoey                                        | Lucy Fry                 |
| Csajok, szilikon, ez lesz a Paradicsom!             | Julieta Riva Palas                          | Sofía Stamatiades        |
| CSI: A helyszínelők                                 | Morgan Brody                                | Elisabeth Harnois        |
| Doktor D                                            | Lindsay Santino                             | Hannah Marks             |
| Drága doktor úr                                     | Reby                                        | Carlotta Aggravi         |
| Frédi és Béni, avagy a kőkorszaki buli              | Irma                                        |                          |
| Full Metal Panic!                                   | Kyoko Tokiwa                                |                          |
| A Hathaway kísértetlak                              | Taylor Hathaway                             | Amber Frank              |
| Így neveld a faterod                                | Veronica (Dads)                             | Brenda Song              |
| Lizzie McGuire                                      | Lalaine                                     | Miranda Isabella Sanchez |
| LoliRock                                            | Talia                                       | Kelly Marot              |
| Lovas iskola                                        | Julia Kurtz                                 | Luise Helm               |
| Makoi hableányok                                    | Ondina                                      | Isabel Durant            |
| Miraculous – Katicabogár és Fekete Macska kalandjai | Sabrina Raincomprix                         | Marie Nonnenmacher       |
| Mike, a kislovag                                    | Evie                                        | Erin Pitt / Jessica Hann |
| Nem én voltam!                                      | Jasmine                                     | Piper Curda              |
| Fenyvesvölgyi kalandok                              | Carole Hanson                               | Keenan Macwilliam        |
| Ördögi kör                                          | Esperanza Salvador (gyerek)                 | Sofía Stamatiades        |
| Ötös fogat – Kölyökzsaruk akcióban                  | Victoryah                                   |                          |
| Pound Puppies: Kutyakölyköt minden kiskölyöknek!    | Virsli                                      | Alanna Ubach             |
| Ravenswood, az elátkozott város                     | Miranda Collins                             | Nicole Gale Anderson     |
| A szerelem nevében                                  | Romina Mondragón Ríos                       | Altaír Jarabo            |
| Szerelemre nincs recept                             | Ginebra Nicoliti                            | Altaír Jarabo            |
| Szerelmek Saint Tropez-ban                          | Claudia                                     | Audrey Hamm              |
| Szívek iskolája                                     | Juliana Pardo                               | Margarita Vega           |
| Született feleségek                                 | Ana Solis                                   | Maiara Walsh             |
| A tenger hercegnői                                  | Polvina                                     |                          |
| Táncakadémia                                        | Abigail Armstrong                           | Dena Kaplan              |
| Teen Wolf                                           | Kira Yukimura                               | Arden Cho                |
| Tilly és barátai                                    | Pru                                         |                          |
| Tiltott szerelem                                    | Nihal Ziyagil                               | Hazal Kaya               |
| Szulejmán                                           | Fidan asszony                               |                          |
| A szultána                                          | Mahfiruze szultána                          |                          |
| Szünidei napló                                      | Dana Treslan                                | Noel Berkovitch          |
| Soy Luna                                            | Jim                                         | Ana Jara                 |
| Utódok: Komisz világ                                | Lonnie                                      | Dianne Doan              |
| Gumball csodálatos világa                           | Rachel Wilson és Carrie Krueger (2-4. évad) | Jessica McDonald         |
| Shameless- Szégyentelenek                           | Mandy Milkovich                             | Emma Greenwell           |